# سیارک ۵۵۵۷
سیارک ۵۵۵۷ (به انگلیسی: 5557 Chimikeppuko، نامگذاری:1989CM1) پنج هزار و پانصد و پنجاه و هفتمین سیارک کشف شده‌است که در ۷ فوریه ۱۹۸۹ کشف شد.
قدر مطلق سیارک برابر ۱۲٫۷۰ است.